# Oligodon ningshaanensis
Oligodon ningshaanensis là một loài rắn trong họ Rắn nước. Loài này được Yuan mô tả khoa học đầu tiên năm 1983.